# Gheorghe Craioveanu
Gheorghe Craioveanu, cunoscut și ca Gică Craioveanu (n. 14 februarie 1968 în Hunedoara, este un jucător român de fotbal, retras din activitate. A jucat 11 ani din 18 în Spania, reprezentând trei echipe cu care a adunat 330 de meciuri și 70 de goluri, în primele două eșaloane.

## Cariera
Gheorghe Craioveanu a devenit, în timp ce evolua pentru Universitatea Craiova, de două ori golgheterul Ligii 1 (în 1994 și 1995). De asemenea, a mai câștigat o Cupă a României, în 1993, după ce a marcat golul de 2-0 în finala câștigată de Universitatea în fața celor de la Dacia Unirea Brăila. În ultimul meci pentru Universitatea Craiova a marcat un hat-trick într-o partidă în deplasare pierdută în fața echipei Electroputere Craiova, scor 5-4

## Activitatea de după retragere
După retragere s-a stabilit în Getafe, unde a fost ales consilier pe probleme sportive din postura de independent, susținut de Partidul Popular, post din care și-a dat demisia după trei săptămâni.
Craioveanu a fost co-prezentatorul emisiunii despre fotbal Minuto y Resultado, difuzată de La Sexta, și comentator sportiv la postul de radio Onda Cero. După ce a divorțat de Oana Deselnicu, s-a recăsătorit cu Gemma Gil Adsuara. Are trei copii: Codruț (din prima căsnicie), Alejandro si Adriana. După 20 de ani de căsnicie cu Gemma, Gică a divorțat și de cea de a doua soție în anul 2019.

## Echipa națională
Gică Craioveanu a debutat la echipa națională de fotbal a României la data de 8 septembrie 1993, într-o victorie a României în Insulele Feroe. Primul gol avea să îl marcheze abia în 1996, într-un meci împotriva naționalei statului Israel. În anul 1997, a reușit celelalte trei goluri ale sale la echipa națională, în dubla manșă cu Liechtenstein.
În anul 1998, Craioveanu a fost selecționat la Campionatul Mondial de fotbal din Franța. Deși nu a evoluat în niciun meci din grupe, Craioveanu a jucat în optimile de finală, într-o înfrângere a României împotriva Croației. El l-a înlocuit, în minutul 56 al partidei, pe Gheorghe Hagi.
Ultimul meci internațional la care a luat parte Gică Craioveanu a avut loc în 1999, împotriva naționalei statului Azerbaidjan. În total, Craioveanu a adunat 25 de partide pentru „Tricolori”, marcând 4 goluri.

## Titluri
- Divizia A: 1990-91
- Cupa României: 1990-91, 1992-93;

### Individual
- Divizia A: Golgeter 1993-94, 1994-95